# Capilla de Lo Vicuña
La Capilla de Lo Vicuña es un templo católico ubicado en Lo Vicuña, a 3 kilómetros al noroeste de la ciudad de Putaendo, Región de Valparaíso, Chile. Fue construida entre los años 1839 y 1880 como capilla de la Hacienda Lo Vicuña. Fue declarada Monumento Nacional de Chile, en la categoría de Monumento Histórico, mediante el Decreto Exento N.º 984, del 11 de abril de 2008.

## Historia
Las haciendas, también llamadas latifundios, representaron uno de los pilares para el desarrollo económico y social, con base en la producción agrícola y ganadera, entre los siglos XVII y XVIII en el país, y que se extendieron hasta mediados del siglo XX. Uno de los requisitos más importantes del patrón de la hacienda fue la promoción de la fe católica, por lo que uno de los edificios de mayor importancia, en conjunto con la casa patronal y las bodegas, era la capilla.
La hacienda se formó en el año 1790 luego de la división de la antigua Hacienda de Putaendo. Su dueño por herencia, fue Don Tomás de Vicuña e Hidalgo, pasando la propiedad luego a su hijo mayor, el Maestre de Campo Don Tomás José de Vicuña y Madariaga, Coronel del Ejército de Chile que peleara heroicamente en la batalla de Maipú, y que además fuera Regidor y Alcalde de Santiago de Chile, adquiriendo así el nombre de "Lo Vicuña".
Su capilla fue construida entre los años 1839 y 1880. Con la reforma agraria entre 1969 y 1970, la capilla pasó a formar parte del espacio común de lo que fuera la Hacienda Lo Vicuña, en conjunto con una bodega, una medialuna, una cancha de fútbol y la explanada ubicada en frente de la casa patronal. La capilla de la Hacienda Lo Vicuña representa las características arquitectónicas de las haciendas ubicadas en la Zona Central del país.
Luego del terremoto de 2010 la capilla sufrió un colapso total, debido a que ya estaba severamente dañada, por lo que en 2012 comenzaron obras de emergencia, con fondos aportados por el Consejo Nacional de la Cultura y las Artes, y consistentes en apuntalar nuevamente los muros exteriores, la construcción de un techo para protección y la remoción de escombros.

## Descripción
La capilla está ubicada en el sector de Lo Vicuña, antigua Hacienda Lo Vicuña, a 3 kilómetros al noroeste de Putaendo. Se encuentra emplazada a un costado del acceso principal a la casa patronal de la hacienda, en dirección a la explanada. Está ubicación era común en las capillas de haciendas, debido a que permitía un buen acceso para las festividades religiosas masivas.
El templo es la construcción más alta del conjunto arquitectónico. Sus muros son de adobe, y cuenta con un acceso y una nave interior. Sobre el acceso se ubica el coro de la capilla, que sirve también como mirador. El edificio es una de las pocas construcciones que dan cuenta de la existencia previa de una hacienda en el sector.